# تشارلي موريس (لاعب كريكت)
تشارلي موريس (6 يوليو 1992 في المملكة المتحدة - )  (بالإنجليزية: Charles Morris)‏ هو لاعب كريكت بريطاني. لعب مع نادي مقاطعة ورسسترشاير للكريكيت ‏ وDevon County Cricket Club ‏ ونادي الكريكت في جامعة أكسفورد ‏.

## وصلات خارجية
- تشارلي موريس على موقع إي آس بي آن كريك إنفو (الإنجليزية)